# (5269) Paustovskij
(5269) Paustovskij es un asteroide perteneciente al cinturón de asteroides, descubierto el 28 de septiembre de 1978 por Nikolái Stepánovich Chernyj desde el Observatorio Astrofísico de Crimea (República de Crimea).

## Designación y nombre
Designado provisionalmente como 1978 SL6. Fue nombrado Paustovskij en honor al escritor ruso Konstantin Georgievich Paustovskij, maestro de la prosa lírica.

## Características orbitales
Paustovskij está situado a una distancia media del Sol de 2,224 ua, pudiendo alejarse hasta 2,569 ua y acercarse hasta 1,879 ua. Su excentricidad es 0,155 y la inclinación orbital 0,796 grados. Emplea 1212,15 días en completar una órbita alrededor del Sol.
El próximo acercamiento a la órbita terrestre se producirá el 23 de agosto de 2185.

## Características físicas
La magnitud absoluta de Paustovskij es 14,4.